# Dalarnas runinskrifter Fv1993;174
Runinskrift D Fv1993;174 † är en runsten som tros ha funnits i By socken i Avesta kommun, sydöstra Dalarna. Den utgör det ena av blott två kända fall av runstensförekomster i Dalarna, men har inte setts till sedan 1860-talet. Länge var den enda uppgiften om en runsten i By socken, en anteckning från 1867 av O. W. Wahlin, som företagit en antikvarisk resa genom landskapet detta år och i samband med besöket i By så skrev han: "En runsten påstår en person sig hafva sett å Fullsta gärde, men den kunde ej återfinnas."
I tidskriften Fornvännen år 1993 uppmärksammades emellertid dittills okända anteckningar av Richard Dybeck, i vilka denne beskriver hur han beger sig till orten By år 1863 för att söka ta reda på en runsten han hört talas om och han uppger att han även finner den. Sedan dessa anteckningar kommit i dagen har stenen blivit erkänd och den finns medtagen i Samnordisk runtextdatabas.

## Translitterering
Enligt Dybecks beskrivning var stenen såsom han fann den endast fragmentariskt bevarad. Han avbildade de runor som han ansåg läsbara och translittereringen lyder: 
[... ...ur × half... ...]

## Tolkning
Magnus Källström, som skrev artikeln om stenen i Fornvännen 1993, föreslår där att ur skulle kunna vara slutet av ett släktskapsord som broður eller faður och att half skulle kunna vara början på genitiven av mansnamnet Halfdan, som förekommer rikligt på svenska runstenar.